# Praça Saiqui

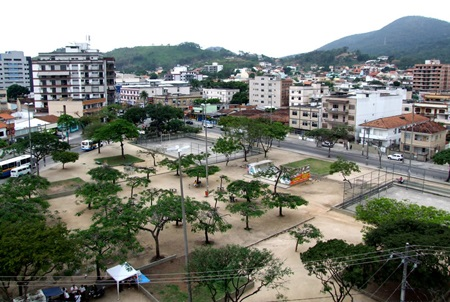
A Praça Saiqui em 2012.

A Praça Saiqui é uma praça situada no bairro da Vila Valqueire, na Zona Oeste da cidade do Rio de Janeiro. Localiza-se no encontro da Rua das Camélias com a Rua Luiz Beltrão.
Na praça são sediados periodicamente diversos eventos voltados para os moradores das proximidades. Em 2018, o logradouro recebeu o Valqueire Rock Beer, um evento de três dias que contou com apresentações de bandas de rock da região e com a presença de áreas de jogos, food trucks e stands de moda. Já em 2019, um evento similar, denominado Valqueire Rock Cover, foi realizado no local.